# Scymninae
Gli Scymninae Mulsant, 1850, sono una sottofamiglia di insetti dell'ordine dei Coleotteri (famiglia Coccinellidae), comprendente specie di piccole dimensioni.

## Descrizione
Gli Scymninae hanno un corpo di piccole dimensioni, in genere di 1-2 mm, quasi sempre ricoperto da una peluria fitta. Solo poche specie hanno il dorso glabro e brillante. Talvolta hanno colori caratteristici, che permettono una facile identificazione.
Il capo porta antenne molto brevi e i palpi mascellari hanno l'ultimo articolo non marcatamente triangolare come avviene, invece, nella maggior parte dei Coccinellidi.
Le larve sono facilmente riconoscibili perché hanno il corpo rivestito da secrezioni cerose.

## Sistematica
La sottofamiglia è una delle più numerose e si suddivide in dieci tribù:.
- Tribù Aspidimerini
  - Acarinus
  - Aspidimerus
  - Cryptogonus
  - Pseudaspidimerus
- Tribù Scymnini
  - Acoccidula
  - Aponephus
  - Apseudoscymnus
  - Axinoscymnus
  - Clitostethus
  - Cryptolaemus
  - Cycloscymnus
  - Cyrema
  - Depressoscymnus
  - Didion
  - Geminosipho
  - Horniolus
  - Keiscymnus
  - Leptoscymnus
  - Midus
  - Nephaspis
  - Nephus
  - Parascymnus
  - Parasidis
  - Propiptus
  - Pseudoscymnus
  - Scymniscus
  - Scymnodes
  - Scymnomorpha
  - Scymnus
  - Scymnobius
  - Sidis (Insecta)
  - Veronicobius
- Tribù Stethorini
  - Parastethorus
  - Stethorus
- Tribù Diomini
  - Decadiomus
  - Diomus
  - Heterodiomus
  - Magnodiomus
  - Erratodiomus
- Tribù Scymnillini
  - Viridigloba
  - Zagloba
  - Zilus
- Tribù Selvadiini
  - Selvadius
- Tribù Hyperaspidini
  - Blaisdelliana
  - Corystes
  - Helesius
  - Hyperaspidius
  - Hyperaspis
  - Thalassa
  - Tiphysa
- Tribù Brachiacanthadini
  - Brachiacantha
  - Cyra
  - Hinda
- Tribù Pentiliini
  - Calloeneis
  - Curticornis
  - Pentilia
- Tribù Cryptognathini
  - Cryptognatha